# Чаща (Архангельская область)
Чаща — деревня в Красноборском районе Архангельской области. Входит в состав Верхнеуфтюгского сельского поселения.

## География
Находится в юго-восточной части Архангельской области на расстоянии приблизительно 13 км на запад-юго-запад по прямой от административного центра поселения деревни Верхняя Уфтюга на правом берегу реки Уфтюга.

## История
Отмечалась еще на карте 1794 года. В 1859 году здесь (деревня Сольвычегодского уезда Вологодской губернии) было учтено 3 двора.

## Население
Численность населения: 11 человек (1859 год), 20 (русские 95 %) в 2002 году, 8 в 2010.